# Ufficio registro automezzi
L'Ufficio Registro Automezzi e Trasporti della Repubblica di San Marino ha sede a Murata, curazia di città di San Marino. Dipende dalla Segreteria di Stato per le Finanze e il Bilancio è nato con la Legge 31 gennaio 1950 n. 8 "Legge che regola il privilegio sugli autoveicoli ed istituisce il Pubblico Registro Automobilistico". Ha le stesse funzioni della Motorizzazione civile italiana, rilascia le patenti, che sono riconosciute in Italia, le autorizzazioni alla circolazioni, riscuote la tassa di circolazione, tiene i registri dei veicoli d'epoca e di interesse storico. Ogni cittadino che acquisisce la residenza anagrafica in Italia deve convertire entro un anno la patente sammarinese in quella italiana-europea.

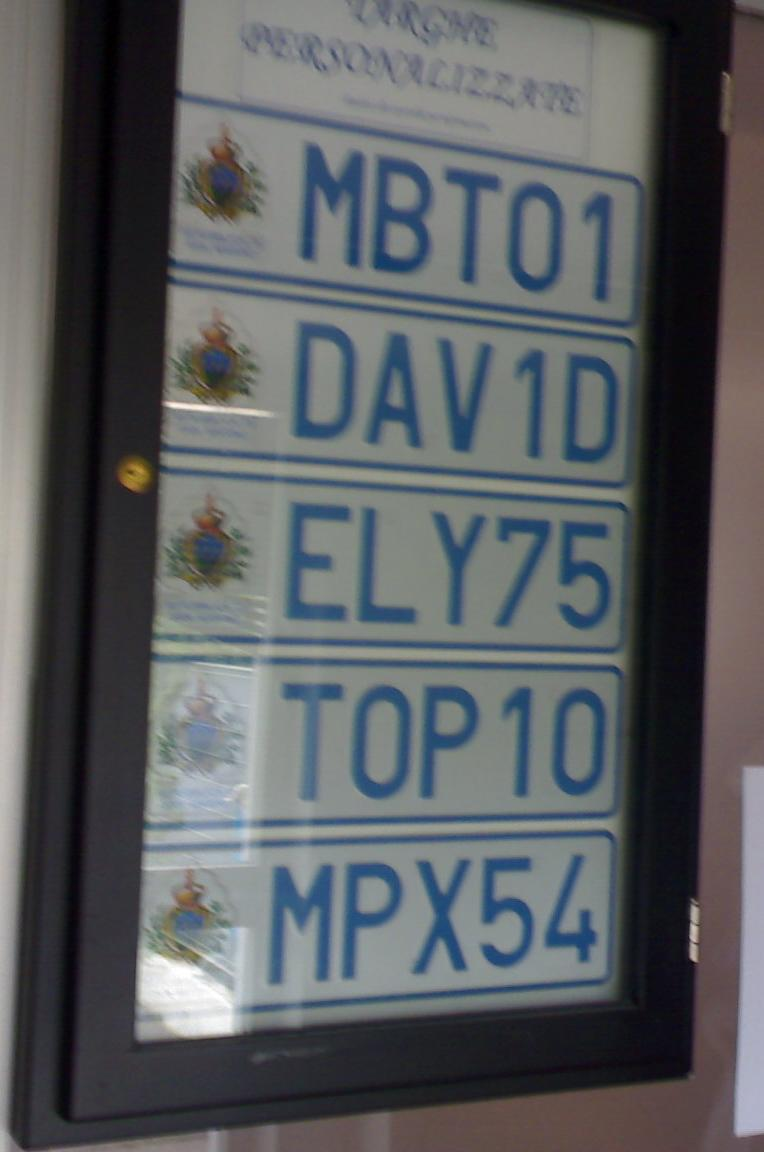
Targhe personalizzate in esposizione all'Ufficio Registro Automezzi (Murata, RSM)

## Patente sammarinese
| Patente sammarinese | Patente italiana                         |
| ------------------- | ---------------------------------------- |
| A1                  | A1                                       |
| A                   | A                                        |
| A + B               | B (conseguita prima del 1º gennaio 1986) |
| B                   | B (conseguita dopo il 1º gennaio 1986)   |
| C                   | C                                        |
| C + D               | D (se è presente la categoria C)         |
| D                   | D (se è assente la categoria C)          |
| E                   | E                                        |
| CAP TIPO B          | CAP KB                                   |
| CAP TIPO D          | CAP KD                                   |

Fonte:Direzione Generale per la M.T.C. divisione 6 Oggetto: conversione patenti San Marino-Italia